# The Prosecution
The Prosecution ist eine Skacore Band aus Abensberg, Bayern, die im Jahr 2002 von Simon Bernhardt, Johannes Damjantschitsch, Lukas Schätzl, Thomas Limmer und Lukas Preiß gegründet wurde und seit 2019 auf unbestimmte Zeit pausiert.

## Geschichte

### Anfänge und erste Demos (2002–2004)
Die Gründungsmitglieder kannten sich aus der Schule, beherrschten aber noch keine Instrumente, sondern riefen The Prosecution ins Leben, um die Mädchen im Ort zu beeindrucken. Die Konzerte im ersten Jahr gaben sie als Coverband, meist in Partykellern ihres Heimatortes. Gespielt wurden Songs von u. a. AC/DC, Ramones, den Sex Pistols oder Black Sabbath.
Die Band wurde in der Folge auf den damals populären Skatepunk, bekannt durch Bands wie blink-182 oder NOFX, aufmerksam und spielte kurz darauf erste eigene Songs. Die erste Demoaufnahme nahm die Band ein Jahr später (2003) auf.
Als 2004 Johannes’ Bruder Valentin Damjantschitsch als Posaunist zur Band stieß, kamen die Ska-Elemente dazu, aus denen der charakteristische Skacore-Sound entstehen sollte. Kurz darauf erweiterte Johannes Laubmeier als Trompeter die Bläser-Sektion und im Laufe des Jahres kamen ersten Konzerte außerhalb Abensbergs.

### EPsLaw & OrderundMove On(2005–2009)
Nachdem 2005 Moritz Lautenschlager die Gruppe als Saxophonist vorerst komplettiert hatte, nahm die Band in Eigenproduktion ihre Debüt-EP Law & Order auf. In den folgenden zwei Jahren fanden erste bundesweite Konzerte statt.
2007 wurde die zweite EP, Move On, mit dem damaligen Schlagzeuger von The Blackout Argument, Phil Seidl, produziert und veröffentlicht, gefolgt von einer ersten Tour zusammen mit The Passive Fists und The Rumble Bumble Bees.
2009 verließ Johannes Laubmeier die Band und wurde an der Trompete durch Felix Andrews ersetzt.

### Droll Stories, erste Deutschlandtour (2010–2011)
Das Label Fatsound Records wurde auf die Band aufmerksam und nahm sie 2010 unter Vertrag. Die Band nahm daraufhin gemeinsam mit Phil Seidl ihr erstes Album auf; Droll Stories erschien am 12. Juni 2010 und führte zur ersten deutschlandweiten Tour.
Während der Deutschland-Tour 2010 verließ Gitarrist und Gründungsmitglied Thomas Limmer die Gruppe und wurde 2011 durch Dennis Weichinger ersetzt, der außerdem bei der Punkband Settle Down aktiv ist.

### At the Edge of the End(2012)
Im Spätsommer 2012 begann die Band mit den Arbeiten an ihrem zweiten Album, gemeinsam mit Corni Bartels, der vorher bereits mit Bands wie den Killerpilzen oder End of Green zusammengearbeitet hatte. Die Aufnahmen fanden in den Münchener Weltraumstudios statt. The-Mighty-Mighty-Bosstones-Frontmann Dicky Barrett ist im Song „Learning Life“ zu hören.
Unterbrochen wurden die Aufnahmen für eine weitere Deutschland-Tour um den Jahreswechsel zu 2013, während der Bassist Lukas Preiß die Band verließ. Sein Nachfolger Mario Hauser stieß im Februar 2013 zur Band.
Das zweite Album At the Edge of the End erschien am 24. Mai 2013 unter dem Long-Beach-Records-Label, das The Prosecution im März des Jahres unter Vertrag nahm. Die Band ging erneut auf Deutschland-Tour, zeitweise als Support für Reel Big Fish und Suburban Legends. Im März 2013 wurde die Single Ironic Phrases veröffentlicht.

### Words With Destiny(2015)
Am 27. Februar 2015 erschien der dritte Longplayer Words With Destiny erneut auf Long Beach Records. Die Musik ist vom Tenor der Texte etwas düsterer, ohne sich in Ausweglosigkeit oder Verzweiflung zu verlieren. Chris #2 von Anti-Flag ist zudem mit einem Feature auf dem Album vertreten.

### The Unfollowing(2017)
Am 11. August 2017 erschien das vierte Album unter dem Namen The Unfollowing mit den Single-Auskopplungen Where We Belong und My Silent Phone And Me auf Long Beach Records. Sie erreichten damit Platz 2 der deutschen Alternative Charts.
Insgesamt spielte The Prosecution seit 2002 über 350 Konzerte.
Am 8. November 2018 kündigte die Band auf ihrer Instagram-Seite an, eine Pause einzulegen und keine weiteren Konzerte mehr zu spielen. Als Grund wurde genannt, dass sich die Bandmitglieder mehr auf ihr Leben außerhalb der Band konzentrieren müssten.

## Rezeption
Das Musikmagazin UglyPunk sah in der Band 2013 „eine der besten Ska-Punk Bands [sic.], und das sogar auf den internationalen Bereich gesehen.“ Das Ox-Fanzine urteilte, das Album „At The Edge Of The End“ sei „abwechslungsreich, was dem Gesamtkonzept dieser hervorragenden Scheibe äußerst gut tut.“ Die Band habe sich „wirklich zu hervorragenden Musikern entwickelt, die sich auch politisch artikulieren.“ Das Album belegte nach seinem Release Platz 2 in den Amazon Ska-Charts.

## Stil
Die Musik ist eine Mischung aus Ska, California-Punk und Hardcore Punk. Das Dynamite Magazine schreibt, die Band verbinde „musikalische Härte bis hin zum kompromisslosen Hardcore und Metal mit dem unbedingten Willen zur groovenden Party“. Inhaltlich setzt sich die Band mit politischen Themen wie kapitalistischer Ausbeutung oder der Volkslenkung durch Mediengewalt auseinander und spricht gesellschaftliche Themen wie die Angst vor einem häuslich-bürgerlichen Lebensentwurf und ökonomischer Ungewissheit an. Allerdings betont die Band: „Wo die Kraft ist, hinzusehen und Verantwortung zu übernehmen, muss auch Platz für Nonsense und Party sein.“

## Sonstige Aktivitäten
The Prosecution sind politisch und gesellschaftlich aktiv. Bei einem Festival sammelte die Band beispielsweise über 2.000 Euro für die Menschenrechtsorganisation ProAsyl.
Die Schlagzeuger Johannes Damjantschitsch und Lukas Schätzl waren sowohl im Kurzfilm Tage wie Jahre (2008) als auch im Spielfilm Trans Bavaria (2011) zu sehen (beide von Regisseur Konstantin Ferstl).

## Diskografie

### EPs
- 2005: Law & Order
- 2007: Move On

### Alben
- 2010: Droll Stories (Fatsound Records)
- 2013: At the Edge of the End (Long Beach Records)
- 2015: Words with Destiny (Long Beach Records)
- 2017: The Unfollowing (Long Beach Records)

### Sampler-Beiträge
- 2007: Schulanfang Sampler
- 2010: Plastic Bomb Sampler (Gratis-Beilage der Ausgabe Nr. 72 des Plastic Bomb)
- 2010: Ox-Sampler (Gratis-Beilage der Ausgabe Nr. 91 des Ox-Fanzine)